# Leichtathletik-Europameisterschaften 1946/4 × 100 m der Männer

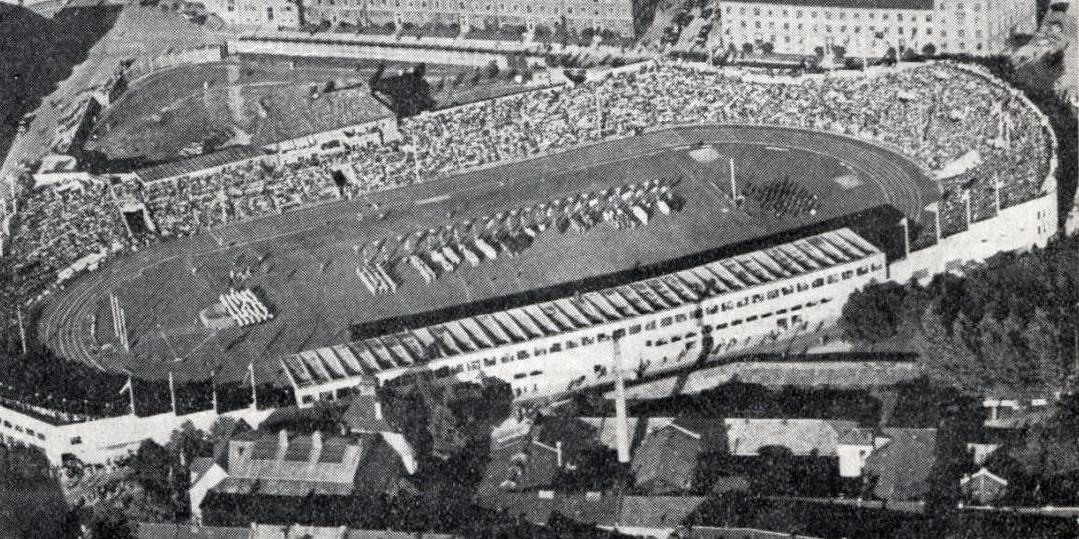
Das Bislett-Stadion in Oslo kurz nach den Europameisterschaften

Die 4-mal-100-Meter-Staffel der Männer bei den Leichtathletik-Europameisterschaften 1946 wurde am 24. und 25. August 1946 im Bislett-Stadion der norwegischen Hauptstadt Oslo ausgetragen.
Europameister wurde die Staffel aus Schweden in der Besetzung Stig Danielsson, Inge Nilsson, Olle Laessker und Stig Håkansson. Frankreich gewann die Silbermedaille mit Agathon Lepève, Julien Lebas, Pierre Gonon und René Valmy. Bronze ging an die Tschechoslowakei (Mirko Paráček, Leopold Láznička, Miroslav Řihošek, Jiří David).

## Bestehende Rekorde
| Weltrekord           | 39,8 s | USA (Jesse Owens, Ralph Metcalfe, Foy Draper, Frank Wykoff)                           | OS Berlin, Deutsches Reich | 9. August 1936    |
| Europarekord         | 40,1 s | Deutsches Reich (Erich Borchmeyer, Gerd Hornberger, Karl Neckermann, Jakob Scheuring) | Berlin, Deutsches Reich    | 19. Juli 1939     |
| Meisterschaftsrekord | 40,9 s | Deutsches Reich (Manfred Kersch, Gerd Hornberger, Karl Neckermann, Jakob Scheuring)   | EM Paris, Frankreich       | 5. September 1938 |

Der bestehende Meisterschaftsrekord wurde bei diesen Europameisterschaften nicht erreicht. Die schnellste Zeit erzielte die Europameisterstaffel aus Schweden im Finale am 25. August mit 41,5 Sekunden, womit das Team den Rekord um sechs Zehntelsekunden verfehlte. Zum Europarekord fehlten 1,4 Sekunden, zum Weltrekord 1,7 Sekunden.

## Vorrunde
24. August 1946
Die Vorrunde wurde in zwei Läufen durchgeführt. Für das Finale qualifizierten sich pro Lauf die ersten drei Staffeln – hellblau unterlegt.

### Vorlauf 1
| Platz | Name             | Nation                                                        | Zeit (s) |
| ----- | ---------------- | ------------------------------------------------------------- | -------- |
| 1     | Großbritannien   | Thomas Jover Bert Liffen Robert Roach Jack Archer             | 42,3     |
| 2     | Belgien          | Herman Kunnen Fernand Bourgaux François Braekman Pol Braekman | 42,4     |
| 3     | Tschechoslowakei | Mirko Paráček Leopold Láznička Miroslav Řihošek Jiří David    | 42,6     |
| 4     | Norwegen         | Kjell Mangseth Peter Bloch Rolf Bakken Haakon Tranberg        | 42,8     |
| 5     | Dänemark         | Tage Egemose Børge Stougaard Gunnar Christensen Arne Thisted  | 43,1     |

### Vorlauf 2
| Platz | Name        | Nation                                                    | Zeit (s) |
| ----- | ----------- | --------------------------------------------------------- | -------- |
| 1     | Schweden    | Stig Danielsson Inge Nilsson Olle Laessker Stig Håkansson | 41,9     |
| 2     | Frankreich  | Agathon Lepève Julien Lebas Pierre Gonon René Valmy       | 42,3     |
| 3     | Niederlande | Jan Lammers Chris van Osta Jo Zwaan Gabe Scholten         | 42,4     |
| 4     | Italien     | Michele Tito Giusto Cattoni Carlo Manara Carlo Monti      | 42,5     |

## Finale
25. August 1946
Alle Staffeln traten zum Finale in derselben Besetzung wie in ihren Vorläufen an.
| Platz | Staffel          | Besetzung                                                     | Zeit (s) |
| ----- | ---------------- | ------------------------------------------------------------- | -------- |
| 1     | Schweden         | Stig Danielsson Inge Nilsson Olle Laessker Stig Håkansson     | 41,5     |
| 2     | Frankreich       | Agathon Lepève Julien Lebas Pierre Gonon René Valmy           | 42,0     |
| 3     | Tschechoslowakei | Mirko Paráček Leopold Láznička Miroslav Řihošek Jiří David    | 42,3     |
| 4     | Niederlande      | Jan Lammers Chris van Osta Jo Zwaan Gabe Scholten             | 42,3     |
| 5     | Großbritannien   | Thomas Jover Bert Liffen Robert Roach Jack Archer             | 42,4     |
| 6     | Belgien          | Herman Kunnen Fernand Bourgaux François Braekman Pol Braekman | 43,5     |